# 蘇文樞
蘇文樞（？—？），河南衛輝府汲縣人，清朝政治人物。

## 生平
順治三年（1646年）丙戌科三甲第十名進士。授行人司行人，八年（1651年）升大理寺左評事，歷升吏科給事中、禮科右給事中，十年（1653年）升戶科左給事中。